# Xyris capensis
Xyris capensis är en gräsväxtart som beskrevs av Carl Peter Thunberg. Xyris capensis ingår i släktet Xyris och familjen Xyridaceae. IUCN kategoriserar arten globalt som livskraftig.

## Underarter
Arten delas in i följande underarter:
- X. c. capensis
- X. c. pallescens